# バトラー郡 (アイオワ州)
バトラー郡 (バトラーぐん、英: Butler County) はアメリカ合衆国アイオワ州に位置する郡である。2000年現在、人口は15,305人である。ここの郡庁所在地はアリソンである。

## 地理
アメリカ合衆国統計局によると、この郡は総面積1,506 km2 (582 mi2) である。このうち1,503 km2 (580 mi2) が陸地で3 km2 (1 mi2) が水地域である。総面積の0.20%が水地域となっている。

### 隣接する郡
- フロイド郡  (北)
- ブレマー郡  (東)
- ブラックホーク郡  (南東)
- グランディ郡  (南)
- フランクリン郡  (西)

## 人口動勢
2000年現在の国勢調査で、この郡は人口15,305人、6,175世帯、及び4,470家族が暮らしている。人口密度は10/km2 (26/mi2) である。4/km2 (11/mi2) の平均的な密度に6,578軒の住宅が建っている。この郡の人種的な構成は白人98.95%、アフリカン・アメリカン0.08%、先住民0.05%、アジア0.20%、太平洋諸島系0.02%、その他の人種0.16%、及び混血0.53%である。ここの人口の0.58%はヒスパニックまたはラテン系である。
この郡内の住民は24.40%が18歳未満の未成年、18歳以上24歳以下が6.40%、25歳以上44歳以下が24.90%、45歳以上64歳以下が24.20%、及び65歳以上が20.10%にわたっている。中央値年齢は41歳である。女性100人ごとに対して男性は96.20人である。18歳以上の女性100人ごとに対して男性は93.70人である。
この郡の世帯ごとの平均的な収入は35,883米ドルであり、家族ごとの平均的な収入は42,209米ドルである。男性は30,356米ドルに対して女性は20,864米ドルの平均的な収入がある。この郡の一人当たりの収入 (per capita income) は17,036米ドルである。人口の8.00%及び家族の6.50%は貧困線以下である。全人口のうち18歳未満の9.80%及び65歳以上の9.40%は貧困線以下の生活を送っている。

## 都市及び町
| - Allison - Aplington - Aredale | - Bristow - クラークスビル (Clarksville) - Dumont | - グリーン (Greene) - ニューハートフォード (New Hartford) | - パーカーズバーグ (Parkersburg) - シェルロック (Shell Rock) |